# Личная инфляция
Личная инфляция — рост общего уровня цен на товары в потребительской корзине отдельного домохозяйства. 
Необходимость рассматривать личную инфляцию связана с тем, что индивидуальная потребительская корзина может отличаться от усреднённой потребительской корзины, используемой статистическими органами.

## Общие принципы
Цены на отдельные товары и услуги могут меняться в разной степени. Эти изменения могут связаны как с индивидуальными причинами (монополизация рынка, введение налогов на отдельные группы товаров и т.д.), так и быть следствием общего удорожания всех товаров. Показатель инфляции отражает рост общего уровня цен. Обычно для расчёта потребительской инфляции оценивается стоимость корзины товаров. Например, в России набор товаров и услуг определяется Росстатом на основе статистического обследования расходов населения. Из всех возможных видов расходов выбираются наиболее востребованные. Далее рассчитывается доля каждого вида расходов в корзине. Еженедельно Росстат фиксирует цены на выбранные товары и услуги в разных населённых пунктах. Отношение текущей цены к предыдущей отражает относительное изменение цены на конкретный товар. Для расчёта индекса инфляции изменения цен на конкретные товары взвешиваются в зависимости от доли расходов в потребительской корзине.
Индекс инфляции может быть рассчитан как для страны в целом, так и для отдельного региона.

## Личная инфляция
Так как официальная инфляция использует единую для всех корзину, то инфляция, с которой сталкивается отдельное домохозяйство, может отличаться. Отличия могут возникать по следующим причинам.
1. Иная структура расходов, отличающаяся от стандартной.
2. Региональные особенности. Инфляция может быть разной в разных регионах страны.
3. Потребитель обращает внимание только на отдельные товары или услуги. Например, бензин или услуги ЖКХ.

Личное восприятие инфляции может зависеть от прошлых событий. Если домашнее хозяйство в прошлом сталкивалось со скачками цен, то такое событие может влиять на субъективную оценку.

## Оценка личной инфляции
Для оценки личной инфляции можно использовать методологию аналогичную официальной. Например, сайт Банка России, посвящённый личной инфляции предлагает придерживаться следующего порядка:
- выбрать корзину из потребительских товаров;
- записать цены на товары и услуги и приобретённое количество товаров;
- рассчитать расходы на приобретение товаров в текущем и предыдущем месяце;
- разделить расходы текущего месяца на расходы в предыдущем месяце и перевести в проценты.

Для адекватной оценки инфляции корзина должна быть одной и той же. Это обеспечивает сопоставимость данных. Зная цены и количество приобретённых товаров и услуг, можно рассчитывать не только общий индекс личной инфляции, но и индексы по отдельным категориям товаров. Например, по продовольственным или по услугам.